# 伊斯特埃奇 (北達科他州)
伊斯特埃奇（英語：Eastedge）是位於美國北達科他州巴恩斯縣的非建制地區。

## 歷史
伊斯特埃奇的郵局於1902年設立，其後於1954年停運。

## 地理
伊斯特埃奇所處的海拔為高於海平面415米（即1362英呎），而該地所採用的時區為UTC-6，即北美中部时区（CST）。同時該地設有夏令時間，為UTC-6調快一小時，即UTC-5（CDT）。